# ᴒ
Cette page contient des caractères spéciaux ou non latins. S’ils s’affichent mal (▯, ?, etc.), consultez la page d’aide Unicode.
ᴒ (uniquement en minuscule), appelé o ouvert couché, est une lettre additionnelle de l’alphabet latin qui est utilisée dans l'alphabet phonétique ouralien. Elle est composée d’un o ouvert couché à 90° ‹ ɔ ›.

## Utilisation
Dans l’alphabet phonétique ouralien, o ouvert couché ‹ ᴒ › est un symbole utilisé pour représenter une voyelle mi-ouverte postérieure à la prononciation réduite, l’o ouvert ‹ ɔ › représentant une voyelle mi-ouverte postérieure et les voyelles culbutées (ou couchées à 90°) indiquant une prononciation réduite.

## Représentations informatiques
Le o ouvert couché peut être représenté avec les caractères Unicode (Extensions phonétiques) suivants :
| formes    | représentations | chaînes de caractères | points de code | descriptions                            |
| --------- | --------------- | --------------------- | -------------- | --------------------------------------- |
| minuscule | ᴒ               | ᴒ                     | U+1D12         | lettre minuscule latine o ouvert couché |